# Hōjō Ujinao
Hōjō Ujinao (北条 氏直?; 1562 – 19 dicembre 1591) fu il quinto e ultimo capo del clan Hōjō e daimyō di Odawara durante il periodo Sengoku.

## Nascita e primi anni
Il 19 dicembre 1562, lo stesso anno che Oda Nobunaga entrò per la prima volta a Kyoto, Kuniomaru nacque come primo figlio di Hōjō Ujimasa e Ōbai-in (figlia maggiore di Takeda Shingen). Nella cerimonia per aver raggiunto la maggiore età il suo nome cambiò in Hōjō Ujinao.

## Prime campagne
Prima di assumere il ruolo di daimyō degli Hōjō, Ujinao accompagnò il padre Hōjō Ujimasa durante la campagna contro i Takeda. Gli scontri tra i due clan furono intermittenti e non portarono a nessun risultato fino a quando Oda Nobunaga e Tokugawa Ieyasu lanciarono la loro invasione dei domini Takeda nel 1582 che terminarono con il seppuku di Takeda Katsuyori nella battaglia di Temmokuzan.
Ora gli Hōjō avevano ai propri confini un clan molto più forte, gli Oda. Le relazioni tra i due clan divennero velocemente ostili e il generale Oda Takigawa Kazumasu iniziò la sua avanzata nella provincia di Kōzuke. Fortunatamente per gli Hōjō, Akechi Mitsuhide si ribellò contro Oda Nobunaga il 21 giugno 1582, uccidendolo a Honnō-ji. Ujimasa e Ujinao ne approfittarono sconfiggendo Kazumasu nella battaglia di Kanagawa. Dopo questa vittoria Ujinao catturò diversi territori Oda nella regione del Kantō.

## Daimyō
Dopo una disputa tra Hōjō e Tokugawa su chi doveva governare le province di Shinano e Kai, si arrivò ad un compromesso col quale gli Hōjō ricevettero parte di quest'ultima provincia. Poco dopo la cessazione delle tensioni tra i due clan, Ujinao sposò Matsudaira Tokuhime, figlia di Tokugawa Ieyasu, nel 1584. Fu circa in questo periodo che Ujinao divenne daimyō, anche se in realtà era il padre Ujimasa che continuava a prendere le decisioni importanti.
Con la presa del potere di Toyotomi Hideyoshi avvenne l'unione di tutto il Giappone sotto un'unica bandiera, eccetto gli Hōjō. Tokugawa consigliò gli Hōjō di sottomettersi a Hideyoshi, ma loro rifiutarono e tutto finì nell'assedio di Odawara. Hideyoshi portò in campo 200.000 soldati contro i 50.000 degli Hōjō, e dopo un assedio durato tre mesi si arresero.
Il padre e lo zio commisero seppuku mentre Ujinao fu risparmiato probabilmente per il legame con i Tokugawa. Fu comunque esiliato assieme alla moglie sul monte Kōya. Ujinao poi fu spostato a Kawachi assieme allo zio Hōjō Ujinori, dove si crede morì poco dopo di vaiolo. Sua moglie Tokuhime fu successivamente data in sposa a Ikeda Tadatsugu da Hideyoshi.